# Timbres de Mayotte 2004
Cet article recense les timbres de Mayotte émis en 2004 par La Poste.

## Généralités
Les timbres portent les mentions « Mayotte RF La Poste 2004 » (nom de la collectivité / République française / opérateur postal / année d'émission) et une valeur faciale en euro (€).
Ils servent pour affranchir le courrier au départ de cette collectivité d'outre-mer française.
Ils sont imprimés par l'Imprimerie des timbres-poste et valeurs fiduciaires, en métropole.

## Légende
Pour chaque timbre, le texte rapporte les informations suivantes :
- date d'émission, valeur faciale et description,
- formes de vente,
- artistes concepteurs et genèse du projet,
- manifestation premier jour,
- date de retrait, tirage et chiffres de vente,

ainsi que les informations utiles pour une émission donnée.

## Janvier

### Le wadaha
Le 5 janvier, est émis un timbre de 0,50 € sur le wadaha, une danse que les femmes pratiquent autour d'un mortier pendant le pilage des céréales.
Le timbre carré de 3,6 cm de côté est dessiné par Claire Soubeyrand. Il est imprimé en offset en feuille de vingt-cinq exemplaires.
Il est retiré de la vente le 29 juillet 2005.
La manifestation premier jour a lieu le 3 janvier à Dzoumogne, dans la commune de Bandraboua. Le timbre à date représente une femme pilant.

## Mars

### Carte de Mayotte
Le 10 mars, sont émis trois timbres d'usage courant au type Carte de Mayotte sur lesquels le relief de l'île est représenté en noir et blanc, sur un fond de couleur uni. Ce type complète les timbres Marianne du 14 juillet de France surchargés « MAYOTTE ». Les valeurs émises sont de petites valeurs d'appoint : 0,01 € jaune, 0,02 € gris et 0,50 € bleu.
Émis pour la première fois le 4 janvier 2001, ce type est dessiné par Vincent Lietar. Les timbres de 1,7 × 2,3 cm sont imprimés en offset en feuille de cent.

## Avril

### Baie de Sada
Le 5 avril, est émis un timbre de 0,90 € représentant le paysage de la baie de Sada, ville construite sur les flancs d'une colline en bord d'océan.
Le timbre de 4,8 × 2,7 cm est conçu par Gilles Renaud. Imprimé en offset, il est conditionné en feuille de vingt-cinq.
Le cachet premier jour est daté du 3 avril de Sada et est illustré d'une des mosquées de la ville.
Le timbre est retiré de la vente le 29 juillet 2005.

### Les papillons de Mayotte
Le 5 avril, est émis un bloc de quatre timbres de 0,50 € sur quatre espèces de papillon présentes à Mayotte. Sur un fond vert clair et composé également de feuilles vertes, sont posés quatre spécimens de Acraea ranavalona, Danaus chrysippus, Junonia radhama et Papilio demodocus.
Les timbres de 4,8 × 2,7 cm sont dessinés par Hervé Louze et imprimés en offset.
Le timbre à date est disponible le 3 avril à Mtzamboro.
Le bloc est retiré le 29 juillet 2005.

### Carte de Mayotte
Le 17 avril, sont émis cinq timbres d'usage courant au type Carte de Mayotte sur lesquels le relief de l'île est représenté en noir et blanc, sur un fond de couleur uni. Ce type complète les timbres Marianne du 14 juillet de France surchargés « MAYOTTE ». Comme le 10 mars précédent, les valeurs sont des valeurs d'appoint : 0,05 € bleu-vert, 0,10 € violet foncé, 0,20 € orange, 1 € turquoise et 2 € violet.
Émis pour la première fois le 4 janvier 2001, ce type est dessiné par Vincent Lietar. Les timbres sont imprimés en offset en feuille de cent unités.

## Juin

### Bijoux en filigrane
Le 14 juin, est émis un timbre de 2,40 € : sur un fond bleu, se distingue une femme dessinée en traits noirs. Par-dessus, en couleur jaune doré, des bijoux parent le personnage, comme « en filigrane » d'après le titre de l'émission.
Le timbre de 3,6 × 4,8 cm est dessiné par G. Bobior et imprimé en offset en feuille de vingt-cinq.
Un cachet premier jour daté 12 juin, illustré d'un motif de bijouterie, est disponible à Chirongui.
Le timbre est retiré de la vente le 29 juillet 2005.

### Papayer et papayes

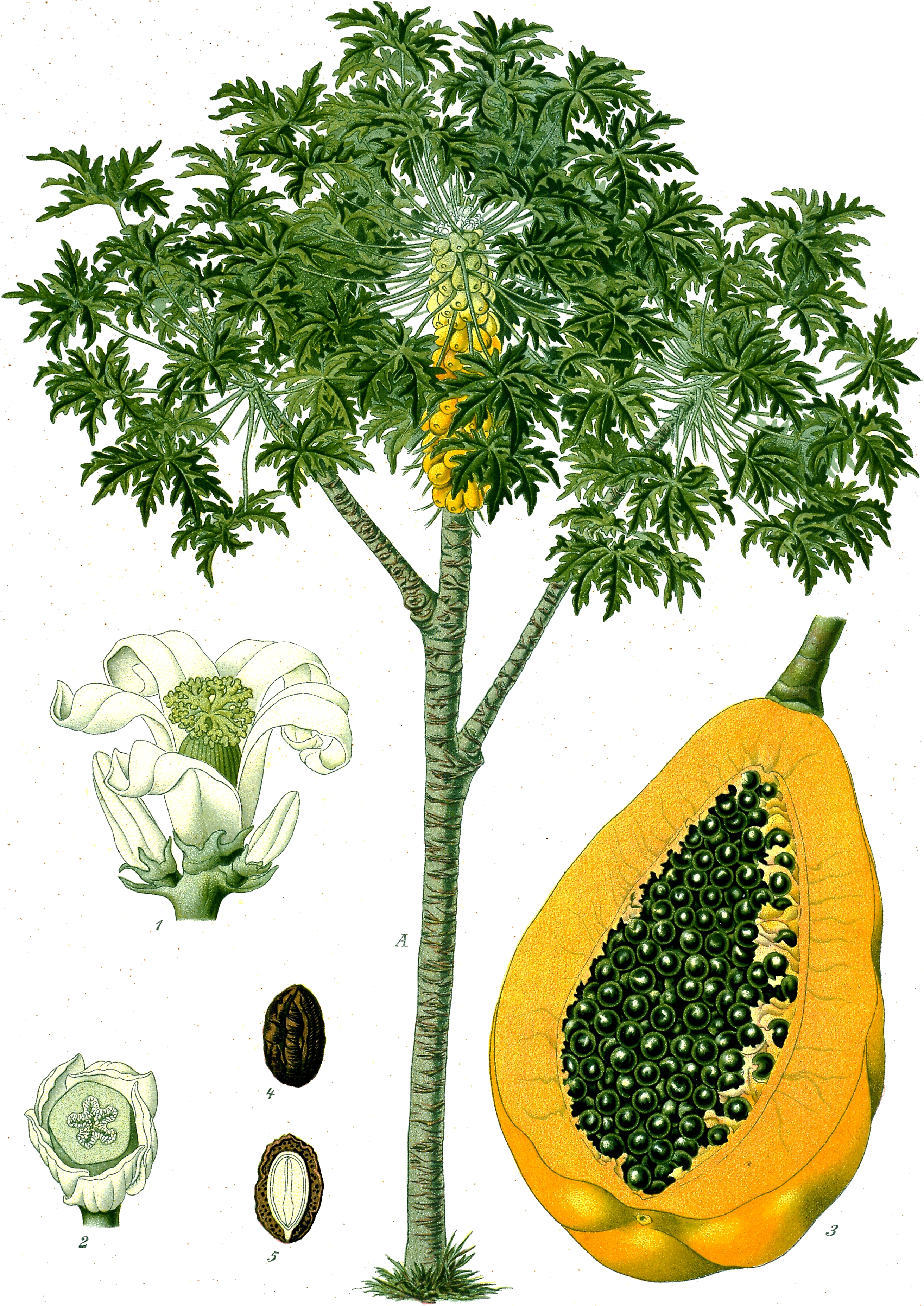
Papayer et papaye sur une gravure de 1887.

Le 14 juin, est émis un timbre de 0,50 € représentant sur sa gauche, un papayer, et sur sa droite, son fruit, la papaye, entière et coupée en deux.
Dessiné par Annie David, le timbre de 3,6 × 2,6 cm est imprimé en offset en feuille de vingt-cinq unités.
Un papayer similaire à celui de la gauche de l'illustration du timbre est visible sur le cachet premier jour du 12 juin disponible à Combani, commune de Tsingoni.
Le timbre est retiré de la vente le 29 juillet 2005.

## Juillet

### Carte de Mayotte
Le 17 juillet, est émis un timbre d'usage courant de 0,45 € au type Carte de Mayotte sur lequel le relief de l'île est représenté en noir et blanc, sur un fon de couleur uni. Ce type complète les timbres Marianne du 14 juillet de France surchargés « MAYOTTE ». Le fond de ce 0,45 € est vert.
Émis pour la première fois le 4 janvier 2001, ce type est dessiné par Vincent Lietar. Les timbres sont imprimés en offset en feuille de cent.

## Septembre

### Le maki et son petit
Le 27 septembre, est émis un timbre de 0,75 € présentant, accroché à la branche d'un arbre, un maki avec, sur son dos, son petit.
Le timbre carré de 3,6 cm de côté est dessiné par Annie Minery et imprimé en offset en feuille de vingt-cinq.
L'illustration centrale du timbre est reprise sur un cachet à date premier jour disponible le 25 septembre à  Coconi, sur la commune d'Ouangani.

### Le pont de la rivière Kwalé
Le 27 septembre, est émis un timbre de 0,50 € sur le pont permet de traverser la rivière Kwalé. L'ancien détruit par une inondation en 1991, est rapidement remplacé par un pont Bailey, type de pont préfabriqué et portatif, représenté dans son paysage par le timbre.
Dessiné par Chritine Louzé, le timbre de 2,6 × 3,6 cm est imprimé en offset et conditionné en feuille de vingt-cinq.
Le timbre à date premier jour est disponible le 25 septembre à Passamainti, dans la commune de Mamoudzou. Il reprend une vue du centre du pont.
Petite anecdote: C'est une compagnie tournante du 1°RI qui était au DLEM à cette époque. C'était une compagnie du génie composée d'appelé et d'engagés dans un Régiment d'infanterie. Lorsque nous avons construit ce pont, il y a eu une erreur dans le calcul de sa longueur. Le calcul a été fait en pieds québécois (32.48cm) au lieu de pieds anglais (30,48 cm). Lorsque nous avons monté le dernier élément, le pond était trop court !!! La tête de pont (sur un seul niveau) qui aurait dû être démontée et placée en queue du pont, est restée pour faire la jonction. Pour nous remercier, le Préfet de l'époque nous a offert un gâteau avec dessus un petit pont en sucre. Cet ouvrage nous a donné l'impression d'être vraiment utile pendant notre service militaire.

## Novembre

### Joueurs de dominos
Le 15 novembre, est émis un timbre de 0,75 €. Sur le dessin, deux hommes jouent aux dominos, sur une table. Au fond, une rangée de baobabs. Cet arbre est caractéristique de l'île de Mayotte.
L'illustration est signée Marc Walencik. Le timbre de 4,8 × 2,7 cm est imprimé en offset en feuille de vingt-cinq.
Le 13 novembre, un cachet premier jour zoomant sur la table de jeu du timbre est disponible à Pamandzi

### Mamas brochettis
Le 15 novembre, est émis un timbre de 0,45 € sur les « mamas brochettis », type de restaurants mahorais, installé sur un trottoir autour d'un appareil de cuisson. Le menu est composé de brochettes de viande de zébu, de frites coupées dans du manioc, de fruits à pain et de bananes vertes. Le timbre représente une des restauratrices en train de préparer les aliments.
Dessiné par Sylvie Cadalbert, le timbre de 3,6 × 2,6 cm est imprimé en offset en feuille de vingt-cinq exemplaires.

### Sources
- La presse philatélique française, dont les pages nouveautés de Timbres magazine.
- Liste des émissions de 2004 sur le site Phil@Mayotte spécialisé dans la philatélie mahoraise. Elle fournit les renseignements de base sur les émissions, et pour certaines, une notice sur le sujet du timbre et l'enveloppe premier jour.